# Schreiber Foods
Schreiber Foods Inc. er en amerikansk mejerikoncern, der fremstiller og distribuerer forskellige oste og yoghurt. Det er en medarbejderejet virksomhed, der har hovedkvarter i Green Bay, Wisconsin. De har en omsætning på over 5 mia. amerikanske dollar og ca. 8.000 ansatte.
Schreiber Foods blev etableret i 1945 da L.D. Schreiber i partnerskab med Merlin G. Bush og Daniel D. Nusbaum startede L.D. Schreiber Cheese Company.